# Joslins
Joslins was een warenhuisketen gevestigd in Denver, Colorado, Verenigde Staten.

## Geschiedenis
Joslins Department Store begon als J. Joslins Dry Goods Store, opgericht door John Jay Joslin in 1873. Het was een directe concurrent van The Denver Dry Goods Company, die in 1888 haar activiteiten startte. Het oorspronkelijke gebouw van de Joslin Dry Goods Company staat in het Amerikaanse nationale register van historische plaatsen en is momenteel een Courtyard by Marriott-hotel.
Joslins Department Store begon als J. Joslins Dry Goods Store, opgericht door John Jay Joslin in 1873. Het was een directe concurrent van The Denver Dry Goods Company, die in 1888 haar activiteiten startte. Het oorspronkelijke gebouw van de Joslin Dry Goods Company staat in het Amerikaanse nationale register van historische plaatsen en is momenteel een Courtyard by Marriott-hotel.

Logo van 1969 tot 1994

In 1998 kocht de warenhuisketen Dillard's Mercantile Stores, waarbij de meeste toen bestaande Joslin's-winkels werden omgebouwd tot Dillard's-winkels. Eén voormalige Joslin's-winkel in Colorado Springs en de onlangs geopende vlaggenschipwinkel in Park Meadows in Lone Tree werden door Dillard's verkocht aan The May Department Stores Company, die de winkel in Colorado Springs omvormde tot een Foley's en de winkel in Park Meadows tot de tweede Lord & Taylor-winkel in de regio Denver. 

## Locaties
| Locatie                         | Adres                                                   | Opening | Sluiting    | Bijzonderheden |
| ------------------------------- | ------------------------------------------------------- | ------- | ----------- | --- |
| Downtown Denver                 | 16th Street, Denver 934                                 | 1873    | 1995        | herontwikkeld voor Courtyard by Marriott in 1996. Gebouw opgenomen in National Historic Register in 1997                              |
| Greeley                         | Eighth St, Greeley 825-827                              | 1944    | 1973        | verhuist naar 9th Avenue 1015 in 1963. Vervangen door filiaal in Greeley Mall in 1973                                                 |
| Englewood                       | South Broadway 3470, Englewood                          | 1945    | 1954        | oorspronkelijk Nielsen's Department Store, overgenomen in 1945. Vervangen door filiaal South Broadway 3315                            |
| Lakewood                        | West Colfax Avenue 7308, Lakewood                       | 1946    | 1957        | vervangen door filiaal in JCRS Shopping Center                                                                                        |
| Aurora                          | 9620 East Colfax Ave, Aurora                            | 1949    |             | |
| Merchants' Park Shopping Center | South Broadway 627, Denver                              | 1952    |             | |
| Englewood                       | South Broadway 3315, Englewood                          | 1954    |             | |
| Boulder                         | 14th Street 1919, Boulder                               | 1956    | 1980        | |
| Lakewood                        | JCRS Shopping Center, West Colfax Avenue 6175, Lakewood | 1957    | early 1970s | |
| Villa Italia                    | West Alameda Avenue 7200, Lakewood                      | 1966    | 2000        | omgebouwd tot Dillard's in 1998. Herontwikkeld voor Belmar                                                                            |
| Pueblo                          | zuidoosthoek van Main Street en West 4th Street, Pueblo | 1970    | 1976        | oorspronkelijk Crews-Beggs Dry Goods Co, overgenomen in, in 1970 omgedoopt in Joslin's. Vervangen door filiaal in Pueblo Mall in 1976 |
| Cinderella City                 | Englewood                                               | 1968    | 1995        | vervangen door filiaal in Southglenn Mall in 1995                                                                                     |
| Buckingham Square Mall          | South Havana Street 1440, Aurora                        | 1971    | 2005        | omgebouwd tot Dillard's in 1998. |
| Greeley Mall                    | Greeley Mall 2050, Greeley                              | 1973    | 2008        | omgebouwd tot Dillard's in 1998. Gesloten in 2008                                                                                     |
| Pueblo Mall                     | Dillon Drive 3601, Pueblo                               | 1976    |             | omgebouwd tot Dillard's in 1998. |
| Westminster Mall                | West 88th Avenue 5433, Westminster                      | 1977    | 2011        | omgebouwd tot Dillard's in 1998. Gesloten in 2011                                                                                     |
| Southwest Plaza                 | West Bowles Avenue 8501, Littleton                      | 1983    | 2006        | omgebouwd tot Dillard's in 1998. |
| Frontier Mall                   | Dell Range Boulevard 1400, Cheyenne, WY                 | 1983    | 2021        | omgebouwd tot Dillard's in 1998. Gesloten in 2021.                                                                                    |
| Chapel Hills Mall               | 1750 Briargate Blvd, Colorado Springs                   | 1985    | 1998        | locatie gekocht door May en omgebouwd tot Foley's in 1998. In 2006 omgebouwd tot Macy's                                               |
| Twin Peaks Mall                 | South Hover Street 1250, Longmont                       | 1985    | ca. 2008    | omgebouwd tot Dillard's in 1998 |
| Southglenn Mall                 | South University Boulevard 6911, Centennial             | 1994    | 2006        | omgebouwd tot Dillard's in 1998 |
| Park Meadows                    | Park Meadows Center Drive 8425, Lone Tree               | 1997    | 1998        | locatie gekocht door May in 1998, omgevormd in Lord &amp; Taylor in 1999                                                              |